# Oklahoma City Thunder
Oklahoma City Thunder zespół NBA powstały z przeniesienia zespołu Seattle SuperSonics do Oklahomy w 2008 roku.
Jeszcze jako SuperSonics, zespół zakwalifikował się do playoffów 22 razy, sześć razy wygrali swoją dywizję oraz raz wygrali mistrzostwo NBA w 1979. Od czasów przenosin do Oklahomy, do playoffów zakwalifikowali trzy razy (2010–2012), dwukrotnie wygrali dywizję (sezony 2010/2011, 2011/2012). Największym dotychczasowym sukcesem Thunder było dojście do finału NBA, gdzie jednak przegrali z Miami Heat 4–1.

## Założenie
Nazwa Thunder (Grzmot) została wybrana z innych propozycji: Bison (Bizony), Energy (Energia), Wind (Wiatr), Marshalls (Oficerowie) i Barons (Baronowie). Zawodnicy i prawa do wyboru w drafcie zostały przejęte z klubu z Seattle.

## Zawodnicy

### Kadra w sezonie 2024/25
Stan na 22 czerwca 2025
| Nr | Poz. | Nar.              | Nazwisko i imię          | Data urodzenia | Wzrost | Masa ciała |
| -- | ---- | ----------------- | ------------------------ | -------------- | ------ | ---------- |
| 55 | C    | Niemcy            | Hartenstein, Isaiah      | 1998-05-05     | 213 cm | 113 kg     |
| 13 | PF   | Francja           | Dieng, Ousmane           | 2003-05-21     | 208 cm | 93 kg      |
| 5  | SF   | Kanada            | Dort, Luguentz           | 1999-04-19     | 193 cm | 98 kg      |
| 14 | SG   | Stany Zjednoczone | Flagler, Adam            | 1999-12-01     | 191 cm | 82 kg      |
| 9  | SG   | Stany Zjednoczone | Caruso, Alex             | 1994-02-28     | 196 cm | 84 kg      |
| 2  | PG   | Kanada            | Gilgeous-Alexander, Shai | 1998-07-12     | 198 cm | 82 kg      |
| 44 | PG   | Serbia            | Topić, Nikola            | 2005-08-10     | 198 cm | 91 kg      |
| 7  | C    | Stany Zjednoczone | Holmgren, Chet           | 2002-05-01     | 216 cm | 94 kg      |
| 11 | SG   | Stany Zjednoczone | Joe, Isaiah              | 1999-07-02     | 193 cm | 75 kg      |
| 3  | SF   | Stany Zjednoczone | Jones, Dillon            | 2001-10-29     | 196 cm | 107 kg     |
| 25 | SG   | Belgia            | Mitchell, Ajay           | 2002-06-25     | 196 cm | 86 kg      |
| 15 | C    | Stany Zjednoczone | Carlson, Branden         | 1999-06-14     | 213 cm | 100 kg     |
| 22 | SG   | Stany Zjednoczone | Wallace, Cason           | 2003-11-07     | 193 cm | 88 kg      |
| 88 | SG   | Australia         | Ducas, Alex              | 2000-12-11     | 201 cm | 100 kg     |
| 21 | SG   | Stany Zjednoczone | Wiggins, Aaron           | 1999-01-02     | 198 cm | 91 kg      |
| 8  | SF   | Stany Zjednoczone | Williams, Jalen          | 2001-04-14     | 198 cm | 96 kg      |
| 6  | C    | Stany Zjednoczone | Williams, Jaylin         | 2002-06-29     | 208 cm | 109 kg     |
| 34 | PF   | Stany Zjednoczone | Williams, Kenrich        | 1994-12-02     | 198 cm | 95 kg      |

Trener:  Mark Daigneault
 Asystenci: David Akinyooye • Dave Bliss • Chip Engelland • Grant Gibbs • Connor Johnson • Eric Maynor • Michael Wilks

## Zastrzeżone numery
| Oklahoma City Thunder zastrzeżone numery |                 |            |           |                      |
| Nr                                       | Imię i nazwisko | Pozycja    | Lata gry  | Data wycofania       |
| 1                                        | Gus Williams    | PG         | 1977–1984 | 26 marca 2004        |
| 10                                       | Nate McMillan   | SG         | 1986–1998 | 24 marca 1999        |
| 19                                       | Lenny Wilkens   | PG         | 1968–1972 | 19 października 1979 |
| 24                                       | Spencer Haywood | PF         | 1971–1975 | 26 lutego 2007       |
| 32                                       | Fred Brown      | SG         | 1971–1984 | 6 listopada 1986     |
| 43                                       | Jack Sikma      | C          | 1977–1986 | 21 listopada 1992    |
|                                          | Bob Blackburn   | Komentator | 1967–1992 |                      |

1. ↑  Również główny trener w latach 2000–2005.
2. ↑  Również główny trener w latach 1969–1972 i 1977–1985.

## Statystyczni liderzy NBA
Liderzy strzelców
- Kevin Durant – 2010–2012, 2014
- Russell Westbrook – 2015

Liderzy w asystach
- Lenny Wilkens – 1970
- Slick Watts – 1976

Liderzy w przechwytach
- Slick Watts – 1976
- Nate McMillan – 1994
- Gary Payton – 1996

Liderzy w blokach
- Serge Ibaka – 2012–2013

Liderzy w skuteczności rzutów wolnych
- Kevin Durant – 2013

Liderzy w skuteczności rzutów za 3 punkty
- Fred Brown – 1980
- Dana Barros – 1992
- Dale Ellis – 1998
- Brent Barry – 2001

## Nagrody i wyróżnienia

### Sezon
MVP Sezonu
- Shai Gilgeous-Alexander – 2025
- Kevin Durant – 2014
- Russell Westbrook – 2017

MVP Finałów
- Dennis Johnson – 1979

Obrońcy roku
- Gary Payton – 1996

Rezerwowy Sezonu
- James Harden – 2012

Debiutant Roku
- Kevin Durant – 2008

NBA Comeback Player of the Year Award
- Gus Williams – 1982

Największy Postęp Sezonu
- Dale Ellis – 1987

NBA Sportsmanship Award
- Hersey Hawkins – 1999
- Ray Allen – 2003

J. Walter Kennedy Citizenship Award
- Slick Watts – 1976

Trener Roku
- Scott Brooks – 2010
- Mark Daigneault – 2024

Menedżer Roku
- Zollie Volchok – 1983
- Bob Whitsitt – 1994

I skład NBA
- Spencer Haywood – 1972, 1973
- Gus Williams – 1982
- Gary Payton – 1998, 2000
- Kevin Durant – 2010–2014
- Russell Westbrook – 2016, 2017
- Paul George – 2019
- Shai Gilgeous-Alexander – 2023

II skład NBA
- Spencer Haywood – 1974, 1975
- Dennis Johnson – 1980
- Gus Williams – 1980
- Shawn Kemp – 1994, 1995, 1996
- Gary Payton – 1995, 1996, 1997, 1999, 2002
- Vin Baker – 1998
- Ray Allen – 2005
- Russell Westbrook – 2011–2013, 2015, 2018
- Kevin Durant – 2016
- Chris Paul – 2020

III skład NBA
- Dale Ellis – 1989
- Gary Payton – 1994, 2001
- Detlef Schrempf – 1995
- Paul George – 2018
- Russell Westbrook – 2019

I skład defensywny NBA
- Slick Watts – 1976
- Dennis Johnson – 1979, 1980,
- Gary Payton – 1994–2002
- Serge Ibaka – 2012–2014
- Paul George – 2019

II skład defensywny NBA
- Lonnie Shelton – 1982
- Jack Sikma – 1982
- Danny Vranes – 1985
- Nate McMillan – 1994, 1995
- Thabo Sefolosha – 2010
- André Roberson – 2017

I skład debiutantów NBA
- Bob Rule – 1968
- Al Tucker – 1968
- Art Harris – 1969
- Tommy Burleson – 1975
- Jack Sikma – 1978
- Xavier McDaniel – 1986
- Derrick McKey – 1988
- Jeff Green – 2008
- Kevin Durant – 2008
- Russell Westbrook – 2009
- Jalen Williams – 2023

II skład debiutantów NBA
- Gary Payton – 1991
- Desmond Mason – 2001
- Vladimir Radmanović – 2002
- James Harden – 2010
- Steven Adams - 2014
- Josh Giddey – 2022

### NBA All-Star Weekend
MVP meczu gwiazd
- Lenny Wilkens – 1971
- Tom Chambers – 1987
- Kevin Durant – 2012
- Russell Westbrook  – 2015, 2016

MVP Rookie Challenge
- Kevin Durant – 2009

Zwycięzcy konkursu wsadów
- Desmond Mason – 2002

Zwycięzcy konkursu rzutów za 3 punkty
- Dale Ellis – 1989

Zwycięzcy konkursu H.O.R.S.E.
- Kevin Durant – 2009, 2010

Trenerzy składów All-Star
- Lenny Wilkens – 1979, 1980
- George Karl – 1994, 1996, 1998
- Scott Brooks – 2012, 2014

Nominowani do meczu gwiazd
- Mahdi Abdul-Rahman – 1968
- Lenny Wilkens – 1969, 1971
- Bob Rule – 1970
- Spencer Haywood – 1972–1975
- Fred Brown – 1976
- Jack Sikma – 1979–1985
- Dennis Johnson – 1979, 1980
- Paul Westphal – 1981
- Gus Williams – 1982, 1983
- Lonnie Shelton – 1982
- David Thompson – 1983
- Tom Chambers – 1987
- Xavier McDaniel – 1988
- Dale Ellis – 1989
- Shawn Kemp – 1993–1997
- Gary Payton – 1994–1998, 2000–2003
- Detlef Schrempf – 1995, 1997
- Vin Baker – 1998
- Rashard Lewis – 2005
- Ray Allen – 2005–2007
- Kevin Durant – 2010–2016
- Russell Westbrook – 2011–2013, 2015–2019
- Paul George – 2018, 2019
- Chris Paul – 2020
- Shai Gilgeous-Alexander – 2023, 2024

Uczestnicy Rookie Challenge
- Desmond Mason – 2002
- Ronald Murray – 2004
- Luke Ridnour – 2005
- Jeff Green – 2008, 2009
- Kevin Durant – 2008, 2009
- Russell Westbrook – 2009, 2010
- James Harden – 2010, 2011
- Serge Ibaka – 2011
- Steven Adams – 2014, 2015
- Alex Abrines – 2017
- Domantas Sabonis – 2017
- Shai Gilgeous-Alexander – 2020
- Luguentz Dort – 2021
- Théo Maledon – 2021
- Josh Giddey – 2022, 2023
- Jalen Williams – 2023, 2024
- Chet Holmgren – 2024
- Cason Wallace – 2024

## Sukcesy
| Tytuł              | Liczba | Rok |
| ------------------ | ------ | --- |
| Mistrz NBA         | 2      | 1979, 2025 |
| Mistrz Konferencji | 5      | 1978, 1979, 1996, 2012, 2025 |
| Mistrz dywizji     | 13     | 1979, 1994, 1996, 1997, 1998, 2005, 2011, 2012, 2013, 2014, 2016, 2024, 2025 |
| Występy w play-off | 34     | 1975, 1976, 1978, 1979, 1980, 1982, 1983, 1984, 1987, 1988, 1989, 1991, 1992, 1993, 1994, 1995, 1996, 1997, 1998, 2000, 2002, 2005, 2010, 2011, 2012, 2013, 2014, 2016, 2017, 2018, 2019, 2020, 2024, 2025 |
| Występy w play-in  | 1      | 2023 |

## Poszczególne sezony
Na podstawie:. Stan na koniec sezonu 2024/25
| Sezon                 | Liga | Konferencja | Poz. w konf. | Dywizja   | Poz. w dyw. | Sezon regularny | Sezon regularny | Playoffs |
| Sezon                 | Liga | Konferencja | Poz. w konf. | Dywizja   | Poz. w dyw. | Wyg.            | Por.            | Playoffs |
| --------------------- | ---- | ----------- | ------------ | --------- | ----------- | --------------- | --------------- | --- |
| Seattle SuperSonics   |      |             |              |           |             |                 |                 | |
| 1967/68               | NBA  | Zachodnia   | 5            | –         | –           | 23              | 59              | |
| 1968/69               | NBA  | Zachodnia   | 6            | –         | –           | 30              | 52              | |
| 1969/70               | NBA  | Zachodnia   | 5            | –         | –           | 36              | 46              | |
| 1970/71               | NBA  | Zachodnia   | 8            | Pacific   | 4           | 38              | 44              | |
| 1971/72               | NBA  | Zachodnia   | 6            | Pacific   | 3           | 47              | 35              | |
| 1972/73               | NBA  | Zachodnia   | 8            | Pacific   | 4           | 26              | 56              | |
| 1973/74               | NBA  | Zachodnia   | 6            | Pacific   | 3           | 36              | 46              | |
| 1974/75               | NBA  | Zachodnia   | 4            | Pacific   | 2           | 43              | 39              | Wygrana w 1. rundzie z Detroit Pistons (2-1) Porażka w półfinale Konf. z Golden State Warriors (2-4)                                                                                                   |
| 1975/76               | NBA  | Zachodnia   | 3            | Pacific   | 2           | 43              | 39              | Porażka w pół. Konf. z Phoenix Suns (2-4) |
| 1976/77               | NBA  | Zachodnia   | 7            | Pacific   | 4           | 40              | 42              | |
| 1977/78               | NBA  | Zachodnia   | 4            | Pacific   | 3           | 47              | 35              | Wygrana w 1. rundzie z Los Angeles Lakers (2-1) Wygrana w półfinale Konf. z Portland Trail Blazers (4-2) Wygrana w finale Konf. z Denver Nuggets (4-2) Porażka w finale NBA z Washington Bullets (3-4) |
| 1978/79               | NBA  | Zachodnia   | 1            | Pacific   | 1           | 52              | 30              | Wygrana w półfinale Konf. z Los Angeles Lakers (4-1) Wygrana w finale Konf. z Phoenix Suns (4-3) Zwycięstwo w finale NBA z Washington Bullets (4-1)                                                    |
| 1979/80               | NBA  | Zachodnia   | 3            | Pacific   | 2           | 56              | 26              | Wygrana w 1. rundzie z Portland Trail Blazers (2-1) Wygrana w półfinale Konf. z Milwaukee Bucks (4-3) Porażka w finale Konf. z Los Angeles Lakers (1-4)                                                |
| 1980/81               | NBA  | Zachodnia   | 10           | Pacific   | 6           | 34              | 48              | |
| 1981/82               | NBA  | Zachodnia   | 3            | Pacific   | 2           | 50              | 32              | Wygrana w 1. rundzie z Houston Rockets (2-1) Porażka w półfinale Konf. z San Antonio Spurs (1-4) |
| 1982/83               | NBA  | Zachodnia   | 4            | Pacific   | 3           | 48              | 34              | Porażka w 1. rundzie z Portland Trail Blazers (0-2) |
| 1983/84               | NBA  | Zachodnia   | 5            | Pacific   | 3           | 42              | 40              | Porażka w 1. rundzie z Dallas Mavericks (2-3) |
| 1984/85               | NBA  | Zachodnia   | 10           | Pacific   | 4           | 31              | 51              | |
| 1985/86               | NBA  | Zachodnia   | 11           | Pacific   | 5           | 31              | 51              | |
| 1986/87               | NBA  | Zachodnia   | 7            | Pacific   | 4           | 39              | 43              | Wygrana w 1. rundzie z Dallas Mavericks (3-1) Wygrana w półfinale Konf. z Houston Rockets (4-2) Porażka w finale Konf. z Los Angeles Lakers (0-4)                                                      |
| 1987/88               | NBA  | Zachodnia   | 7            | Pacific   | 3           | 44              | 38              | Porażka w 1. rundzie z Denver Nuggets (2-3) |
| 1988/89               | NBA  | Zachodnia   | 4            | Pacific   | 3           | 47              | 35              | Wygrana w 1. rundzie z Houston Rockets (3-1) Porażka w półfinale Konf. z Los Angeles Lakers (0-4) |
| 1989/90               | NBA  | Zachodnia   | 9            | Pacific   | 4           | 41              | 41              | |
| 1990/91               | NBA  | Zachodnia   | 8            | Pacific   | 5           | 41              | 41              | Porażka w 1. rundzie z Portland Trail Blazers (2-3) |
| 1991/92               | NBA  | Zachodnia   | 6            | Pacific   | 4           | 47              | 35              | Wygrana w 1. rundzie z Golden State Warriors (3-1) Porażka w półfinale Konf. z Utah Jazz (1-4) |
| 1992/93               | NBA  | Zachodnia   | 3            | Pacific   | 2           | 55              | 27              | Wygrana w 1. rundzie z Utah Jazz (3-2) Wygrana w półfinale Konf. z Houston Rockets (4-3) Porażka w finale Konf. z Phoenix Suns (3-4)                                                                   |
| 1993/94               | NBA  | Zachodnia   | 1            | Pacific   | 1           | 63              | 19              | Porażka w 1. rundzie z Denver Nuggets (2-3) |
| 1994/95               | NBA  | Zachodnia   | 4            | Pacific   | 2           | 57              | 25              | Porażka w 1. rundzie z Los Angeles Lakers (1-3) |
| 1995/96               | NBA  | Zachodnia   | 1            | Pacific   | 1           | 64              | 18              | Wygrana w 1. rundzie z Sacramento Kings (3-1) Wygrana w półfinale Konf. z Houston Rockets (4-0) Wygrana w finale Konf. z Utah Jazz (4-3) Porażka w finale NBA z Chicago Bulls (2-4)                    |
| 1996/97               | NBA  | Zachodnia   | 2            | Pacific   | 1           | 57              | 25              | Wygrana w 1. rundzie z Phoenix Suns (3-2) Porażka w półfinale Konf. z Houston Rockets (3-4) |
| 1997/98               | NBA  | Zachodnia   | 2            | Pacific   | 1           | 61              | 21              | Wygrana w 1. rundzie z Minnesota Timberwolves (3-2) Porażka w półfinale Konf. z Los Angeles Lakers (1-4)                                                                                               |
| 1998/99               | NBA  | Zachodnia   | 9            | Pacific   | 5           | 25              | 25              | |
| 1999/00               | NBA  | Zachodnia   | 4            | Pacific   | 7           | 45              | 37              | Porażka w 1. rundzie z Utah Jazz (2-3) |
| 2000/01               | NBA  | Zachodnia   | 10           | Pacific   | 5           | 44              | 38              | |
| 2001/02               | NBA  | Zachodnia   | 7            | Pacific   | 4           | 45              | 37              | Porażka w 1. rundzie z San Antonio Spurs (2-3) |
| 2002/03               | NBA  | Zachodnia   | 10           | Pacific   | 5           | 40              | 42              | |
| 2003/04               | NBA  | Zachodnia   | 12           | Pacific   | 5           | 37              | 45              | |
| 2004/05               | NBA  | Zachodnia   | 3            | Northwest | 1           | 52              | 30              | Wygrana w 1. rundzie z Sacramento Kings (4-1) Porażka w półfinale Konf. z San Antonio Spurs (2-4) |
| 2005/06               | NBA  | Zachodnia   | 11           | Northwest | 3           | 35              | 47              | |
| 2006/07               | NBA  | Zachodnia   | 14           | Northwest | 5           | 31              | 51              | |
| 2007/08               | NBA  | Zachodnia   | 15           | Northwest | 5           | 20              | 62              | |
| Oklahoma City Thunder |      |             |              |           |             |                 |                 | |
| 2008/09               | NBA  | Zachodnia   | 13           | Northwest | 5           | 23              | 59              | |
| 2009/10               | NBA  | Zachodnia   | 8            | Northwest | 4           | 50              | 32              | Porażka w 1. rundzie z Los Angeles Lakers (2-4) |
| 2010/11               | NBA  | Zachodnia   | 4            | Northwest | 1           | 55              | 27              | Wygrana w 1. rundzie z Denver Nuggets (4-1) Wygrana w półfinale Konf. z Memphis Grizzlies (4-3) Porażka w finale Konf. z Dallas Mavericks (1-4)                                                        |
| 2011/12               | NBA  | Zachodnia   | 2            | Northwest | 1           | 47              | 19              | Wygrana w 1. rundzie z Dallas Mavericks (4-0) Wygrana w półfinale Konf. z Los Angeles Lakers (4-1) Wygrana w finale Konf. z San Antonio Spurs (4-2) Porażka w finale NBA z Miami Heat (1-4)            |
| 2012/13               | NBA  | Zachodnia   | 1            | Northwest | 1           | 60              | 22              | Wygrana w 1. rundzie z Houston Rockets (4-2) Porażka w półfinale Konf. z Memphis Grizzlies (1-4) |
| 2013/14               | NBA  | Zachodnia   | 2            | Northwest | 1           | 59              | 23              | Wygrana w 1. rundzie z Memphis Grizzlies (4-3) Wygrana w półfinale Konf. z Los Angeles Clippers (4-2) Porażka w finale Konf. z San Antonio Spurs (2-4)                                                 |
| 2014/15               | NBA  | Zachodnia   | 9            | Northwest | 2           | 45              | 37              | |
| 2015/16               | NBA  | Zachodnia   | 3            | Northwest | 1           | 55              | 27              | Wygrana w 1. rundzie z Dallas Mavericks (4-1) Wygrana w półfinale Konf. z San Antonio Spurs (4-2) Porażka w finale Konf. z Golden State Warriors (3-4)                                                 |
| 2016/17               | NBA  | Zachodnia   | 6            | Northwest | 2           | 47              | 35              | Porażka w 1. rundzie z Houston Rockets (1-4) |
| 2017/18               | NBA  | Zachodnia   | 4            | Northwest | 2           | 48              | 34              | Porażka w 1. rundzie z Utah Jazz (2-4) |
| 2018/19               | NBA  | Zachodnia   | 6            | Northwest | 4           | 49              | 33              | Porażka w 1. rundzie z Portland Trail Blazers (1-4) |
| 2019/20               | NBA  | Zachodnia   | 5            | Northwest | 2           | 44              | 28              | Porażka w 1. rundzie z Houston Rockets (3-4) |
| 2020/21               | NBA  | Zachodnia   | 14           | Northwest | 5           | 22              | 50              | |
| 2021/22               | NBA  | Zachodnia   | 14           | Northwest | 5           | 24              | 58              | |
| 2022/23               | NBA  | Zachodnia   | 10           | Northwest | 3           | 40              | 42              | Play-in Wygrana w meczu 9-10 o 8 w playoff z New Orleans Pelicans Porażka o 8 w playoff z Minnesota Timberwolves                                                                                       |
| 2023/24               | NBA  | Zachodnia   | 1            | Northwest | 1           | 57              | 25              | Wygrana w 1. rundzie z New Orleans Pelicans (4-0) Porażka w półfinale Konf. z Dallas Mavericks (2-4)                                                                                                   |
| 2024/25               | NBA  | Zachodnia   | 1            | Pacific   | 1           | 68              | 14              | Wygrana w 1. rundzie z Memphis Grizzlies (4-0) Wygrana w półfinale Konf. z Denver Nuggets (4-3) Wygrana w finale Konf. z Minnesota Timberwolves (4-1) Zwycięstwo w finale NBA z Indiana Pacers (4-3)   |